# Jagdgeschwader 77
77-я истребительная эскадра «Херц Ас» (нем. Jagdgeschwader 77 «Herz As», (JG77)) — эскадра истребителей люфтваффе.
В польской кампании участвовала созданная перед войной группа I./JG77, которая действовала в составе 4-го воздушного флота. В октябре 1939 года был сформирован штаб эскадры. В июле 1940 года I./JG77 была переименована в I./JG51. В апреле 1940 года сформировали II./JG77, а вскоре из группы II./JGr186 была переформирована и III./JG77. В июле 1940 года в состав эскадры вошла только что заново сформированная на аэродроме Дёбериц I./JG77, которая в качестве подразделения IV./JG51 участвовала в Битве за Британию. II./JG77 и III./JG77 участвовали в Балканской кампании и в боях за Крит. На базе вновь созданной в феврале 1942 года I./JG77 развернули новую эскадру — JG5 «Eismeer», сражавшийся на северном направлении. В нападении на СССР принимали участие II./JG77 и III./JG77, обе группы вели бои на южном участке Восточного фронта в районе Одессы, Ростова-на-Дону и Таганрога. В 1942 году группы по очереди были отведены с фронта. Летом 1942 года III./JG77 участвовал в боях за Крым. В июле 1942 года эту группу переименовали в 1./JG77. II./JG77 сражалась под Курском и Воронежем, a III./JG77 — под Ленинградом. I./JG77 и II./JG77 с ноября 1942 года базировались в Тунисе. На Сицилии была сгруппированна эскадра. Вскоре, III./JG77 перебросили в Румынию, для обороны Плоешти. I./JG77 и II./JG77 дислоцировались на территории Италии и Южной Франции. В конце войны группы вошли в состав системы ПВО III Рейха.

## История I./JG77 первого формирования
Группа была сформирована в Вернойхене 1 июля 1938 года под наименованием IV./JG132. Она была создана на основе одной эскадрильи из состава I./JG132 в Дёберице и двух эскадрилий из рядов учебной истребительной школы в Вернойхене, JFS 1. Командир школы, оберст-лейтенант Тео Остеркамп, изначально был назначен командиром новой Группы, но его пребывание в должности длилось всего несколько дней. Выполнявшего слишком важную работу в школе Вернойхена, Остеркампа вернули к обучающему процессу и вместо него командование IV./JG132 принял гауптман Йоханнес Яанке. Штаб состоял из технического офицера лейтенанта Карла-Готфрида Нордмана, и офицера разведки лейтенанта Фюринга (Fuhring). Первыми командирами эскадрилий в группе Яанке, стали: гауптман Фриц Ультш (10./JG132), обер-лейтенант Эрвин Ноербург (Erwin Neuerburg) (11./JG132) и обер-лейтенант Ханнес Траутлофт (12./JG132). Как и довоенные RAF, истребительные части люфтваффе конца 1930-х был сродни частному аэроклубу, где почти каждый знал всех остальных.
Сформированная во время, когда в Европе нарастало напряжение по поводу спорной Судетской области в Чехословакии, IV./JG132 была переведена в Oschatz, в Саксонии, 1 сентября 1938 года и после подписания Мюнхенского соглашения в конце того же месяца, по которому Судеты были уступлены Гитлеру, Группа перебазировалась на вновь приобретенные территории, сначала 5 октября в Карлсбад, а оттуда 29 октября в Mährisch-Trübau. Именно здесь, 2 ноября 1938 года, часть была переформирована, став I./JG331, причем:
- 10./JG132 стала 1./JG331,
- 11./JG132 стала 3./JG331,
- 12./JG132 стала 2./JG331.

Многочисленные перебазирования Группы в первые недели после формирования, якобы стали причиной для принятия в качестве эмблемы Группы поношенного сапога. Они также привели к её неофициальному прозвищу «Wanderzirkus Janke» или «Бродячий цирк Яанке»!
К началу 1939 года Группа снова была в движении — 13 февраля она перебазировалась в Бреслау-Шёнгартен. Участвуя в аннексии оставшейся части Богемии, Группа в марте базировалась на Ольмюц, где оставалась до 21 апреля 1939 года. После завершения операций, Группа вернулась на базу в Бреслау-Шёнгартен, и здесь, 1 мая, она была переформирована в I./JG77. В это время Группа была перевооружена с Bf.109C-2/D-1 на Bf.109E-1/E-3.
26 августа 1939 года Группа гауптмана Яанке была переведена в Юлиусбург, в Нижней Силезии, в 30 км северо-восточнее Вроцлава (Бреслау), в рамках подготовки к вторжению в Польшу. Её численность на тот момент составляла 57 Bf.109E, на 9 самолётов превышая штатную. Задачей Группы в предстоящей кампании предстояли вылеты на свободную охоту и истребительное прикрытие движения 8-й армии, по мере её продвижения из Силезии на северо-восток в сторону польской столицы, Варшавы. Оправдывая своё прозвище, I./JG77 сменила 4 базы за три недели выполнения этих обязанностей.
Группа являлась частью 4-го воздушного флота и непосредственно подчинялась командованию Luftgau VIII. Часть осуществляла воздушную поддержку 10-й армии и защищала Нижнюю Силезию. Первый день прошёл без единого столкновения во время одиночных вылетов из-за полного бездействия польских военно-воздушных сил в этом районе. Первый боевой вылет часть совершила 2 сентября в 06:38, когда звено из 1./JG77 отправилось в патруль из Юлиусбурга. В ходе пятидесятминутного вылета, боестолкновений с врагом не произошло.
Наземный персонал, несомненно, был занят больше, чем пилоты, встретившие слабое сопротивление в воздухе. Группа одержала 3 воздушные победы в ходе кампании — все заявлены в течение первой недели — включая первые для командира 2./JG77 гауптмана Ханнеса Траутлофта и лейтенанта Карла-Готфрида Нордмана из 2./JG77 (3 сентября — 1-я победа Группы).
3 сентября во время вылета между 16:57 и 18:10 попался польский PZL P-23 Карась из 2. Eskadra Bombowa. Карась вел разведку дорог из Radomsk, наблюдая за движениями немецких танковых колонн. Ведущий первой пары Bf.109E из 2./JG77, лейтенант Карл-Готфрид Нордманн, бросился на врага на полном газу. Польский экипаж заметил приближающийся Мессершмитт вовремя, чтобы совершить манёвр уклонения. Истребитель летел слишком быстро, чтобы повторить манёвр и пролетел мимо Карася. Ведомый Нордманна, лейтенант Гельмут Лохофф, готов был атаковать, но его остановило распоряжение ведущего по радио: «Гельмут, оставь его мне!» Во второй атаке Нордманн использовал необычный манёвр, чтобы сравняться по скорости с этим медленным PZL P-23. Немец подошёл к Карасю с выпущенным шасси и посадочными закрылками. На этот раз поляки не смогли увернуться. С первого попадания их машина была подожжена. Карась совершил вынужденную посадку возле села Gidle к югу от Радомска.
Вторую воздушную победу I./JG77 одержал командир 2./JG77 обер-лейтенант Ханнес Траутлофт, который 5 сентября в 08:20 сбил PZL P-23B из 32. Eskadra Bombowa. Самолёт врезался в землю примерно в 15 км к северу-западу от Серадза, ни один из членов экипажа не выжил.
Третью победу над Польшей одержал лейтенант Фридрих Хаук (Friedrich Hauck), который сбил PZL P-23 Карась из 34. Eskadra Rozpoznawcza рядом с Коло.
Единственной потерей части стал Bf.109, получивший повреждения вражеским огнём с земли и списанный после посадки на брюхо.
24 сентября — на следующий день после того как Ханнес Траутлофт покинул Группу, став командиром I./JG20 — «Wanderzirkus Janke» вернулась в Бреслау-Шёнгартен. Её пилоты прохлаждались не долго. 28 сентября Группа снова перебазировалась в Иедхайм под Хейльбронном, на западном фронте, оперативно войдя в подчинение JG53. Перелетая на новую базу, один из Bf.109E-3 задел аэростат заграждения возле Мерзебурга и упал; пилот лейтенант Вольфганг Гадов (Wolfgang Gadow) погиб.
«Странная война», как и кампания в Польше, станет больше свидетелем их дальнейших перебазирований, чем их успехов в воздухе. В течение этого периода Группа занимала не менее семи баз — действуя под контролем JG53, JG2 и JG77 — и одержала только 2 победы.
Первой из них стал французский разведчик Mureaux 115 из GAO553, под эскортом 8 Хаук H-75, снимавший мост через Рейн у Лаутебурга. Его сбил 11 октября 1939 года, у Рейна, к юго-западу от Карлсруэ, обер-лейтенант Эккехард Приб (Ekkehard Priebe), который принял командование над 2./JG77 от убывшего Ханнеса Траутлофта. Наблюдатель лейтенант Hautiere — погиб, пилот Asp. Laluee был ранен.
Десять дней спустя I./JG77 была переведена в Rheinmain-Fiughafen — аэродром во Франкфурте предоставлявший авиационную защиту ангару дирижаблей Zeppelin. 5 ноября часть снова перебазировалась, теперь занимая Porz-Wahn, где она вошла в подчинение Stab JG2. В конце месяца, 29 ноября, I./JG77 прибыла в Odendorf, оставаясь там до мая 1940 года, когда началось наступление на Западе. Изменение аэродромов повлекло за собой подчинение Stab./JG77.
Зимой и весной 1940 года Группа вела многочисленное патрулирование, но контактов с противником практически не имела. Только 3 января фельдфебелем Готтхардом Гёльтцше (Gotthard Goltzsche) из 3./JG77 была одержана вторая победа в этот период. Он сбил одиночный британский бомбардировщик Бристоль Бленхейм (серийный номер: L1410, пилот: F/O Kempster), который летел на разведку над Западной Германией. За Аахеном британец был атакован патрулем из 2-х Bf.109 из состава I./JG77. Фельдфебель Адольф Борхерс первым нанес удар, но его огонь был неточным. Фельдфебель Гёльтцше затем сбил противника.
1 марта 1940 года командиром 3./JG77 был назначен лейтенант Карл-Готфрид Нордман, заменивший на этой должности обер-лейтенанта Эрвина Нойерберга (нем. Erwin Neuerburg), ставшего командиром 7./JG3.
Первые две недели блицкрига на Западе I./JG77 действовала под управлением родительского Stab JG77. Здесь Группе удалось показать, на что она действительно была способна, заявив почти два десятка побед при потере 1 пилота раненым и 2 временно выбывшими.
13 мая пилоты I./JG77 во время Свободной охоты около Динана встретили группу французских истребителей и унтер-офицер Карл-Гейнц Вильгельм (Kari-Heinz Wilhelm) из 3./JG77 сбил 2 MS.406.
На следующий день пилоты 2./JG77 одержали две победы: унтер-офицер Георг Зеелманн сбил MS.406 и лейтенант Хуберт Мютерих Блок MB.152. Ближе к вечеру часть перебазировалась со своей базы Одендорф, близ Бонна в Hargimont к северо-западу от города Бастонь.
Несколько вылетов 15 мая в районе Шарлеруа — Намюр принесли I./JG77 9 побед (две одержал лейтенант Фридрих Хаук (Friedrich Hauck), и по одной каждый: унтер-офицер Адольф Розен (Adolf Rosen), лейтенант Виктор Бауэр, лейтенант Георг Бенц (Georg Benz), фельдфебель Гейнц-Гюнтер Флейшхакер (Heinz-Gunter Fleischhacker), унтер-офицер Карл-Гейнц Вильгельм, обер-лейтенанты Эккехард Приб (Ekkehard Priebe) и Карл Фюринг (Karl Fuhring)) при потери только одной машины. Пилот последней, унтер-офицер Генрих Клоппер (Heinrich Klopper) выпрыгнул с парашютом и спасся.
16 мая I./JG77 защищала понтонный мост у Moose.
Утром 17 мая I./JG77 перебазировалась в Санкт-Обен, потеряв один Messerschmitt Bf.109E разбившийся по пути туда, его летчик унтер-офицер Вальтер Эверс (Walter Evers) избежал травм. Во второй половине дня шесть Bf.109 из 3./JG77 совершили штурмовку аэродрома Escarmain, уничтожив пять вражеских самолётов на земле: три разведывательных Мюро 115 и два Potez Po.63.
18 мая I./JG77 продолжала атаковать вражеские базы. В этот день 3./JG77 направилась в Niergnies, где восемь немецких летчиков уничтожили на земле 7 MS.406. Свободная охота в районе Валансьен — Камбре — Ле-Като — Бове, предпринятая I./JG77 принесла 2 победы без собственных потерь. Победителями стали обер-лейтенант Ганс-Юрген Эриг (Hans-Jurgen Ehrig) и лейтенант Виктор Бауэр.
На следующий день продолжило везти I./JG77, пилоты которой сбили 5 Харрикейнов и 1 Potez Po.63. Единственной потерей стал Bf.109E-1, WNr.4072 «красная 1», пилотируемый командиром 2./JG77 обер-лейтенантом Эккехардом Прибом (Ekkehard Priebe), который получил травму.
21 мая I./JG77 поддерживала 4-ю армию под Аррасом и Камбре, не встречая противника. Вечером Группа перебазировалась в Escarmain.
На следующий день, в который состоялась контратака французов возле Арраса, I./JG77 перешла в подчинение I. Fliegerkorps. Она осуществляла поддержку обороняющихся немецких войск. Действуя достаточно активно, I./JG77 одержала 1 победу — британский разведчик Лизандер, зачисленный на лейтенанта Гельмута Лохоффа из 3./JG77.
23 мая, задолго до окончания «Плана Жёлтый», I./JG77 неожиданно получила приказ перебазироваться в Дёбаритц с целью обороны Рейха.
По итогам кампании, I./JG77 одержала 23 победы, потеряв 4 Bf.109E уничтоженными: 1 пилот был ранен, 1 временно попал в плен.
В течение последующих трех месяцев Группа пошла по старому для гауптмана Яанке и его пилотов пути, в ходе которого они разделяли своё время и подразделения — без каких-либо ощутимых результатов — сначала, между тремя площадками в районе Берлина, а затем на трех аэродромах вдоль побережья Северного моря. С двух последних (Ольборг в Дании, и Вик, на острове Фёр), Группа, объединившись, перелетела в Marquise-West, в Па-де-Кале 25 августа, где наконец, перешла под контроль Stab JG51.

## Состав эскадры

### Geschwaderkommodoren (командиры эскадры)
| командующий                                    | период                                | примечания                              |
| ---------------------------------------------- | ------------------------------------- | --------------------------------------- |
| оберст-лейтенант Эйтель Рёдигер фон Мантойфель | 1 октября 1939 — 22 декабря 1940 года |                                         |
| майор Бернхард Вольденга                       | 22 декабря 1940 — 23 июня 1941 года   | назначен командиром JG27                |
| майор Готхард Хандрик                          | 23 июня 1941 — 16 мая 1942 года       |                                         |
| майор Гордон Голлоб                            | 16 мая — 30 сентября 1942 года        | назначен нач. штаба Jagdfliegerführer 3 |
| майор Иоахим Мюнхеберг                         | 1 октября 1942 — 23 марта 1943 года   | погиб                                   |
| оберст-лейтенант Йоханнес Штейнхофф            | 1 апреля 1943 — 1 декабря 1944 года   | назначен командиром JG7                 |
| майор Иоханнес Визе                            | 1 — 25 декабря 1944 года              | ранен                                   |
| и. о. майор Зигфрид Фрейтаг                    | 26 декабря 1944 — 15 января 1945 года | командир II./JG77                       |
| майор Эрих Лайе                                | 29 декабря 1944 — 7 марта 1945 года   | погиб                                   |
| и. о .майор Зигфрид Фрейтаг                    | 7 марта — 1 апреля 1945 года          | командир II./JG77                       |
| майор Фриц Лозигкейт                           | 1 апреля — 8 мая 1945 года            |                                         |

### Gruppenkommandeure I./JG77 (командиры группы I./JG77)
| командующий                             | период                                | примечания                                                     |
| --------------------------------------- | ------------------------------------- | -------------------------------------------------------------- |
| гауптман Иоханнес Яанке                 | 1 мая 1939 — 21 ноября 1940 года      | группа преобразована в IV./JG51 и Яанке назначен её командиром |
| гауптман Вальтер Громмес                | февраль — июнь 1941 года              |                                                                |
| майор Иоахим Зеегерт                    | июнь 1941 — январь 1942 года          |                                                                |
| гауптман Герберт Илефельд               | 6 января — 11 мая 1942 года           | переведен в штаб JG51, позже командир JG52                     |
| майор Гейнц Бэр                         | 11 мая 1942 — 6 августа 1943 года     |                                                                |
| и. о. обер-лейтенант Гейнц-Эдгар Беррес | 13 — 25 июля 1943 года                | Погиб                                                          |
| и. о. обер-лейтенант Армин Кёлер        | 31 июля 1943 — ?                      |                                                                |
| и. о. обер-лейтенант Гельмут Гёдерт     | ? — 19 августа 1943 года              |                                                                |
| гауптман Лутц-Вильгельм Буркхардт       | 19 августа — 30 ноября 1943 года      |                                                                |
| гауптман Тео Линдеман                   | 30 ноября 1943 — 1 августа 1944 года  | назначен командиром II./JG103                                  |
| и. о. гауптман Армин Кёлер              | май — 13 июня 1944 года               |                                                                |
| гауптман Лотар Бауман                   | 1 августа — 24 декабря 1944 года      | погиб                                                          |
| майор Мюннихов                          | 24 декабря 1944 — 10 января 1945 года |                                                                |
| гауптман Иоахим Дайкке                  | 10 января — 17 апреля 1945 года       |                                                                |
| гауптман Гейнц Гроссер                  | 17 апреля — 8 мая 1945 года           |                                                                |

### Gruppenkommandeure II./JG77 (командиры группы II./JG77)
| командующий                      | период                                | примечания                    |
| -------------------------------- | ------------------------------------- | ----------------------------- |
| оберст-лейтенант Карл Шумахер    | 1 мая — 30 ноября 1939 года           | назначен командиром JG1       |
| майор Харри фон Бюлов-Боткамп    | 30 ноября 1939 — 31 марта 1940 года   | назначен командиром JG2       |
| гауптман Карл Хенчель            | 31 марта — 9 сентября 1940 года       |                               |
| гауптман Франц-Гейнц Ланге       | 9 сентября 1940 — 23 апреля 1941 года | погиб                         |
| гауптман Гельмут Хенц            | 23 апреля — 25 мая 1941 года          | пропал без вести (погиб)      |
| майор Антон Мадер                | 26 мая 1941 — 7 марта 1943 года       | назначен командиром JG11      |
| и. о. обер-лейтенант Гейнц Дудек | 7 — 13 марта 1943 года                |                               |
| майор Зигфрид Фрейтаг            | 13 марта 1943 — 3 апреля 1945 года    | прикомандирован к штабу JG51  |
| и. о. гауптман Эмиль Омерт       | 29 января — 31 марта 1944 года        | назначен командиром III./JG77 |
| майор Армин Кёлер                | 4 апреля — 8 мая 1945 года            |                               |

### Gruppenkommandeure III./JG77 (командиры группы III./JG77)
| командующий                       | период                               | примечания                   |
| --------------------------------- | ------------------------------------ | ---------------------------- |
| майор Гейнрих Зеелигер            | 5 июля — 14 октября 1940 года        |                              |
| майор Александер фон Винтерфельдт | октябрь 1940 — 2 августа 1941 года   |                              |
| ? (и. о.)                         | 2 августа — 4 сентября 1941 года     |                              |
| майор Курт Уббен                  | 5 сентября 1941 — 10 марта 1944 года | назначен командиром JG2      |
| и. о. гауптман Карл Бресошек      | 10 марта — 3 апреля 1944 года        |                              |
| гауптман Эмиль Омерт              | 3 — 24 апреля 1944 года              | погиб                        |
| гауптман Карл Бресошек            | 24 апреля — 31 июля 1944 года        |                              |
| и. о. обер-лейтенант Эрхард Низе  | 6 июня — июль 1944 года              |                              |
| майор Армин Кёлер                 | август 1944 — апрель 1945 года       | назначен командиром II./JG77 |